# Narodni park Dajti
Narodni park Dajti (albansko Parku Kombëtar i Malit të Dajtit) je narodni park, ustanovljen leta 1966 v osrednji Albaniji, od leta 2006 se razteza na 293,84 km2. Park je oddaljen 40 km vzhodno od Jadranskega morja in 26 km vzhodno od Tirane. Območje je v skupni pristojnosti Albansko agencije zavarovanih območij (AKZM) in Agencijo za parke in rekreacijo občine Tirana (APR). Na severozahodu leži v bližini narodnega parka prelaz  Shtamë, na zahodu zavarovane pokrajine Kraste-Verjon in na vzhodu zavarovane pokrajine Mali me Gropa-Bizë-Martanesh. Park zaznamuje izredno razdrobljena, robustna topografija, ki ustvarja ugodne pogoje za veliko raznolikost ekosistemov in biotske raznovrstnosti.
Mednarodna zveza za ohranjanje narave (IUCN) je park uvrstila v drugo kategorije. Park je bil s strani Plantlife priznan kot pomembno rastlinsko območje mednarodnega pomena.
Leta 2019 je bil odprt nov turistično informacijski center narodnega parka Dajti, ki se nahaja v bližini televizijskega in radijskega stolpa ob cesti SH47 v mestu Fushe Dajt.
Območje je znano po žičnici Dajti Ekspres in pustolovskem parku, poleg dolgoletnih tradicionalnih restavracij pa strežejo lokalne jedi v skladu s tradicijo slow food.

## Zgodovina
Leta 2006 se je območje narodnega parka močno povečalo s 3300 hektarjev, ki so bili zaščiteni od leta 1966, na gorovje Dajti in Priska na 29 216,9 hektarja. Zdaj zajema gorska območja od severa zadrževalnika Bovilla do soteske Erzen na jugu, kjer v raztresenih vasicah še vedno živi več tisoč ljudi. Posebej zaščiteno območje jedra je veliko več kot 9000 hektarjev.
Leta 2018 je bila v gradnji nova hitra cesta Rruga e Arbërit, ki prečka park severno od Dajtisa od zahoda proti vzhodu.

## Geologija
Masiv Dajti, gorska veriga, ki se dviga na 1613 m, poleg Dajtija obsega še Prisko na jugu, Tujane v središču in Brari na severu. Pohodniki lahko gledajo navzdol na mesto Tirana in čez gore v regiji. Zaradi panoramskega razgleda je bil ta kraj imenovan za Balkon Tirane. Eden glavnih vodnih virov v Tirani, jezero Bovilla, rezervoar s površino 4,6 kvadratnih kilometrov, leži severovzhodno od Brara s strmimi pečinami in kanjonom. Nastal je z zajezitvijo Rezervoar reke Tërkuzë, pritoka Ishëma. Gradbena dela so se začela leta 1988, a so se ustavila s propadom komunizma. Oktobra 1993 so delo nadaljevali s podporo italijanske države. Po koncu gradnje leta 1996 se je jezero polnilo do leta 1998 in začelo služiti svojemu namenu. Na drugem koncu parka ob reki Erzen v soteski Skorane se nahaja prazgodovinska jama Pellumbas, ki jo je oblikovala reka. Druga naravna znamenitost so slapovi Shëngjini, ki so v bližini vasi Shëngjergj.

## Rastlinstvo in živalstvo
Park varuje gorsko pokrajino, ki se je le redko spremenila, vendar ni nenaseljena.
Dajtijeva raznolika geologija in topografija je povzročila raznolikost flore in favne. Poleg gozdov in gorske pokrajine s številnimi divjimi cveticami so zaščiteni tudi številni sesalci. V parku živijo divje svinje, volk Canis lupus lupus, navadna lisica, poljski zajec, rjavi medved, veverica in divja mačka. V spodnjem delu gora vegetacijo sestavljajo grmičevje in resava, mirta in jagodnjak. Hrast dominira na približno 600–1000 m nadmorske višine, prepreden z bukovimi in javorjevimi gozdovi ter nekaterimi iglavci nad 1000 m nadmorske višine. Skalnat vrh ima malo rastlinja.

### Gozdni požari in deforestacija
V 2010-ih je krčenje gozdov postalo glavni problem na gori. Poleti 2012 in spomladi 2019  so gozdni požari požgali 10 ha gozdov na vrhu Priska in leta 2017 delno na Dajti, zaradi česar so ga morale oblasti pogasniti le s pomočjo helikopterjev. Na vrhovih je bila škoda velika in je jasno razvidna iz Tirane.
Gozdni požari se dogajajo vsako leto pogosteje, odgovorni pa niso obsojeni.
|  |  |  |  |  |